# 薩長土肥
薩長土肥（さっちょうどひ、さっちょうとひ）は、江戸時代末期（幕末）に雄藩と呼ばれ、明治維新を推進して明治政府の主要官職に人材を供給した薩摩藩、長州藩、土佐藩、肥前藩4藩の総称。西海道と南海道の有力諸藩で「西南雄藩」。その主要人物たちは「元勲」「明治の元勲」「維新の元勲」と呼ばれた。
薩長土は、幕末期、志士たちの交流や薩長同盟・薩土同盟で連携関係を結んでおり、特に薩長は全国の他の諸藩よりも藩政改革が早く、不平等条約による開国という状況や幕末という時代変化にいち早く対応していたため、倒幕の立役者となる人材を多く輩出していた。また、戊辰戦争の頃から、倒幕運動には不熱心だったが藩政改革が進んでおり開明的だった「雄藩」の肥前を仲間とみなし、肥前藩にも明治政府に人材を供給させた。
このため、明治政府の上位官職を薩長土肥で一時期ほぼ独占する状態となり、藩閥政治と非難された。しかしながら、実際に薩長土肥により明治政府が運営されたのは、1871年（明治4年）から明治十四年の政変（1881年・明治14年）までで、明治十四年の政変以降は薩長出身者が政府・軍部の中核をほぼ独占し、土肥出身者の一部は政府に残りつつも大半は外野から薩長藩閥を攻撃するという展開となった。いずれにせよ、明治の国政は薩長土肥出身者の内部での権力闘争・路線闘争による政治であったと言える。
明治維新後の1871年（明治4年）に薩摩・長州・土佐から徴集され組織された天皇直属の御親兵が、後の帝国陸軍へとつながる。1872年（明治5年）2月の兵部省改組により陸軍省が正式に発足する。

## 来歴
1869年（明治2年）、4藩同時に率先して版籍奉還を上奏し、全国諸藩の版籍奉還を導いた。
1871年（明治4年）7月14日（新暦8月29日）10時、明治天皇が、他藩に先駆けこの4藩の主又はその代理を招集し、廃藩置県の詔を公布、全国諸藩の廃藩置県を導いた。
同日、実質的な最終決裁をする参議内閣に薩長土肥一人ずつの参議を供給することとなったため（参議に推された順番で、長州：木戸孝允、薩摩：西郷隆盛、肥前：大隈重信、土佐：板垣退助）、これ以降、薩長土肥出身者が参議の大部分を占めることになった。
1875年（明治8年）10月、土佐の板垣退助が明治六年政変に続いて政府を再び離脱し、国民を教化しつつ政府の外から自由主義的な議会制度を準備する運動を起こす道を歩み始めた。
1881年（明治14年）10月、急進的な議会制度の早急な実施を求めていた肥前の大隈重信が、明治十四年の政変によって政府を離脱せざるを得ない事態となり、板垣同様、明治政府の外から明治政府にイギリス的な憲法と議会政治を求める運動を起こす道を歩み始めた。
1898年（明治31年）6月、明治政府は、日本最初の政党内閣として憲政党による隈板内閣（首相：大隈重信、内相：板垣退助、ともに首班）を成立させた。
1914年（大正3年）4月、第1次山本権兵衛内閣総辞職、清浦奎吾内閣流産を受け、窮した元老は再び大隈を首班指名して大命を降下させ、第二次大隈内閣を成立させた。

## 関連
- 藩閥
- 外様大名
- 幕末の人物一覧
- 鹿児島県
- 山口県
- 高知県
- 佐賀県
- 酔って候